# Nepenthaceae
Nepenthaceae is een botanische naam, voor een familie van tweezaadlobbige planten. Een familie onder deze naam wordt universeel erkend door systemen voor plantentaxonomie, en ook door het APG-systeem (1998) en het APG II-systeem (2003).
De familie bestaat alleen uit het genus Nepenthes en telt meer dan 160 soorten. De leden van deze familie vangen met hun bladeren insecten (en grotere dieren); het zijn dus vleesetende planten.
In het Cronquist-systeem (1981) was de plaatsing van de familie in een orde Nepenthales.